# Matwiej Kuźmin

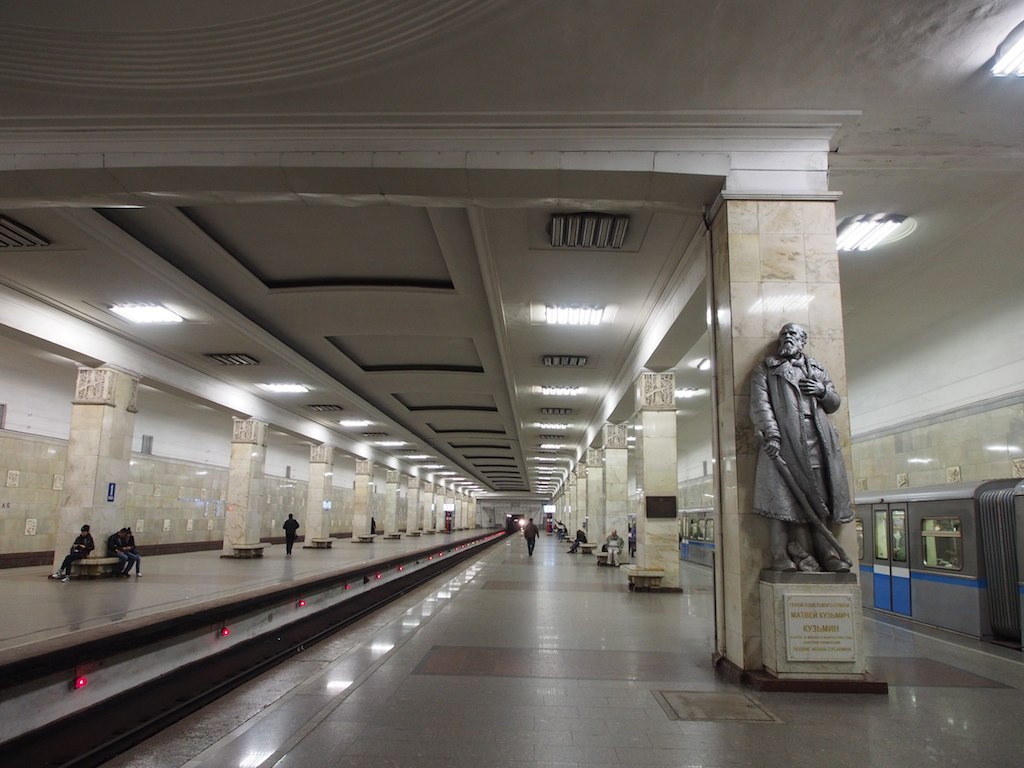
Pomnik Kuźmina na stacji metra Partizanskaja w Moskwie

Matwiej Kuźmicz Kuźmin (ros. Матвей Кузьмич Кузьмин, [mɐˈtvʲej kʊˈzmʲin]; ur. 22 lipca?/3 sierpnia 1858 we wsi Kurakino w rejonie wielkołuckim w obwodzie pskowskim, zm. 14 lutego 1942 k. Wielkich Łuków) – rosyjski i radziecki chłop, Bohater Związku Radzieckiego (1965).

## Życiorys
Pracował w gospodarstwie rolnym, później na terenie kołchozu „Rasswiet”, gdzie zajmował się połowem ryb.
W nocy na 14 lutego 1942 został pojmany przez Niemców, którzy zażądali od niego pokazania drogi na tyły wojsk radzieckich na wzgórzach małkińskich. Kuźmin poprowadził niemiecki oddział, który go schwytał, prosto pod ogień karabinów maszynowych radzieckich żołnierzy; niemiecki oddział został zniszczony, jednak Kuźmin został przedtem zabity przez Niemców. Został pochowany na cmentarzu wojskowym w Wielkich Łukach.
Uchwałą Prezydium Rady Najwyższej ZSRR z 8 maja 1965 został pośmiertnie odznaczony Złotą Gwiazdą Bohatera Związku Radzieckiego i Orderem Lenina; był najstarszym wiekiem Bohaterem Związku Radzieckiego. W Moskwie postawiono jego pomnik, a w Wielkich Łukach jego imieniem nazwano szkołę i ulicę.